# 퍼이스

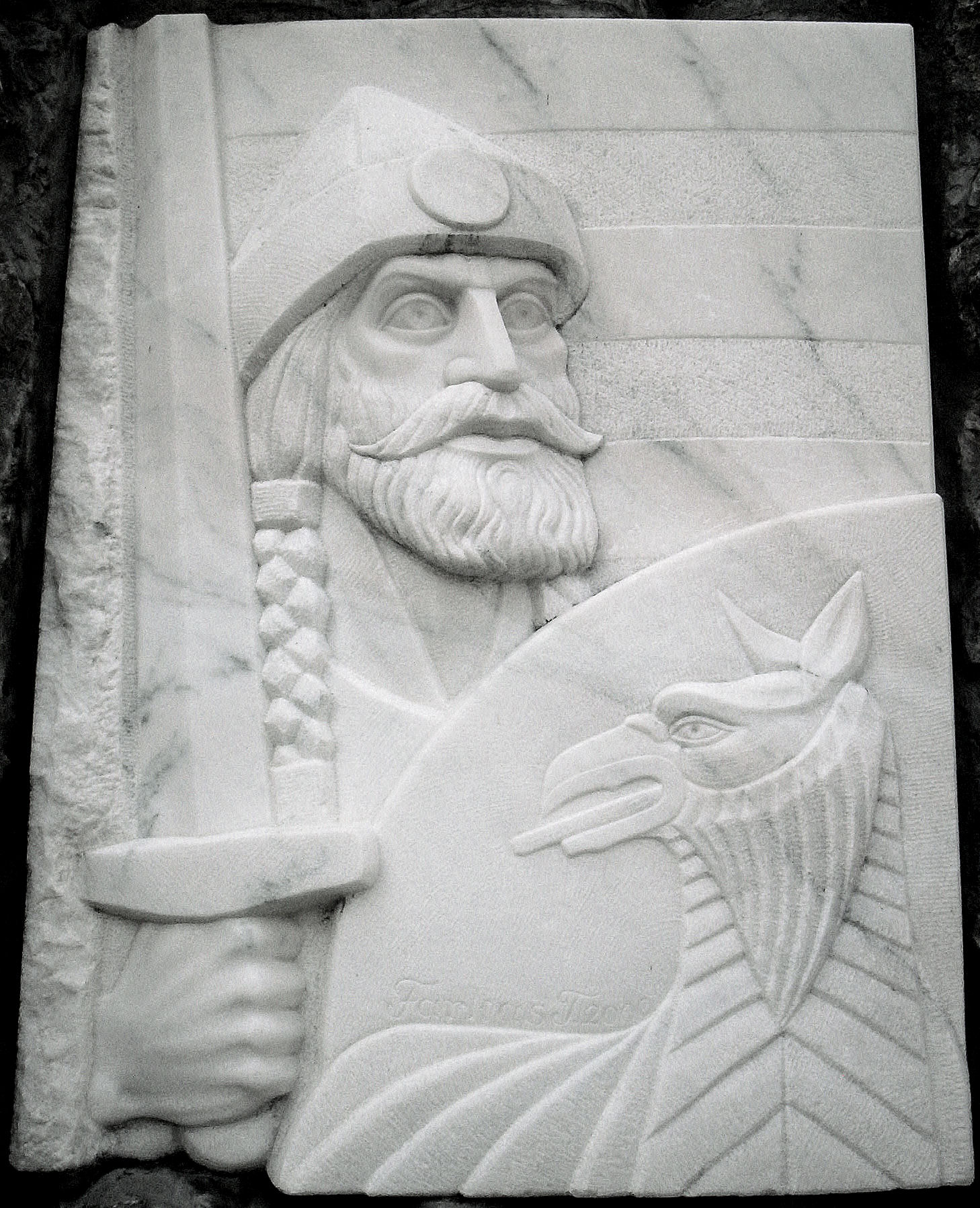
퍼이스

퍼이스(헝가리어: Fajsz) 또는 펄리치(헝가리어: Falicsi)는 헝가리의 대공(재위: 950년경 ~ 955년경)이다.
아르파드 대공의 셋째 아들인 유토처시(Jutotzas)의 아들이며 955년에 일어난 레히펠트 전투에서 헝가리가 패전한 이후에 퇴위했다. 그의 대공위는 졸탄 대공의 아들인 턱쇼니가 승계받았다.

## 같이 보기
- 레히펠트 전투
- 줄러 (칭호)
- 허르커
- 헝가리 대공국